# L'uomo dai mille volti (film 1957)
L'uomo dai mille volti (Man of a Thousand Faces) è un film in CinemaScope del 1957 diretto da Joseph Pevney, ispirato alla vita dell'attore Lon Chaney.

## Trama
Stati Uniti agli inizi del XX secolo. Leonidas "Lon" Chaney, un giovane aspirante intrattenitore, si guadagna da vivere con spettacoli di varietà in provincia insieme alla moglie Cleva ma la coppia stenta a tirare avanti. Quando Lon decide di abbandonare quel genere di spettacoli, Cleva scopre di essere incinta. La notizia rende Lon felice, soprattutto dopo essere stato assunto dal duo comico Kolb e Dill per uno spettacolo importante. Cleva, però, è preoccupata quando viene a sapere che i genitori di Lon sono sordi, temendo che anche il loro bambino possa nascere con lo stesso handicap. Malgrado tali paure, il loro figlio Creighton nasce sano, nel 1906. Nonostante l'arrivo del bambino, il matrimonio tra Lon e Cleva inizia, però, a deteriorarsi. Cleva trova lavoro come cantante in un nightclub e spesso lascia il piccolo Creighton dietro le quinte con il padre che, intanto, stringe un'amicizia platonica con Hazel Hastings, una corista che si affeziona al bambino e si prende cura di lui. Quando il bambino si ammala durante uno spettacolo, Lon se ne lamenta con il datore di lavoro di Cleva che la licenzia. Cleva, che nel frattempo aveva iniziato una relazione con un cliente facoltoso, s'infuria venendo a conoscenza della responsabilità di Lon nel suo licenziamento. Lon scopre, poi, che Hazel viene molestata da un uomo, che si rivela essere Carl Hastings, l'ex marito di Hazel, amareggiato per un incidente che lo ha lasciato invalido. La storia d'amore con Cleva ha termine quando questa sorprende Lon e Hazel insieme e, fraintendendo la situazione, accusa Lon di tradirla e lo abbandona. Giorni dopo, in uno stato mentale alterato, Cleva si presenta sul palco durante una performance di Lon e ingerisce dell'acido, distruggendo per sempre le sue corde vocali. Ricoverata, la  donna fugge dall'ospedale e il conseguente scandalo distrugge la carriera di Lon nel vaudeville. A seguito della crisi familiare, lo Stato prende in custodia Creighton, giudicando inadeguato l'ambiente domestico. Su consiglio del suo agente Clarence Locan, Lon si trasferisce a Hollywood per cercare fortuna nel cinema. Dopo aver iniziato con piccoli ruoli, Lon ottiene un grande successo grazie al suo talento nel truccarsi e nelle trasformazioni fisiche, diventando famoso per i ruoli ne "Il gobbo di Notre Dame" (1923) e "Il fantasma dell'Opera" (1925) e  guadagnandosi il soprannome di "L'uomo dai 1000 volti". Verso la fine degli anni '20, Lon ottiene nuovamente la custodia di Creighton ma gli dice che la madre è morta, per risparmiargli il dolore di sapere cosa è successo a Cleva. Nel frattempo, il cinema sonoro fa il suo ingresso a Hollywood e durante le riprese del film "The Unholy Three", Lon scopre di avere un cancro ai polmoni. Creighton, ormai riconciliatosi con il padre, trascorre il suo tempo con lui prima che Lon muoia. Sul letto di morte, Lon chiede al figlio di continuare il suo lavoro e Creighton decide di seguire le orme del padre, diventando anch'egli un attore, noto successivamente come Lon Chaney Jr.

## Tagline
The true story of the life and loves of Lon Chaney! (La vera storia della vita e degli amori di Lon Chaney!)